# Копп, Вильгельм
Вильгельм Копп (нем. Wilhelm Kopp, лат. Guilielmus Copus; 1461, Базель — 1532) — французский врач швейцарского происхождения.
Изучал медицину и математику в Париже. Получив в 1495 степень доктора, был затем главным придворным врачом при Людовике XII и Франциске I. Эразм Роттердамский говорил о нём, что лишь через Коппа медицина получила глаза. На самом деле, хотя ему и удалось произвести во Франции переворот в этой науке, он не написал ничего оригинального, но ограничивался переводами на латинский язык древних греческих медицинских писателей, которых он тщательно изучил. Все его усилия были направлены на изгнание из школ арабской медицины. Особенно ценилось его издание «Hippocratis Coi medicorum omnium longe principis opera» (Базель, 1526). Другие его издания: «Pauli Aeginetae praecepta» (П. 1510); «Galeni de affectorum etc.» (П. 1513); «Galeni de morborum etc.» (П. 1528) и др.